# .cy
.cy는 키프로스의 인터넷 국가 코드 최상위 도메인이다.
등록은 정부에 등록된 키프로스 주민, 회사, 단체에게만 허용한다. 등록할 때 개인이나 사업 등록 번호가 요구된다. 여러 하위 도메인에 제한이 더 존재하지만 .com.cy는 키프로스 사람에게는 제한되어 있지 않다.

## 2차 도메인
- ac.cy - 학술 및 연구 시설
- net.cy - 인터넷 또는 네트워크 서비스 제공업체
- gov.cy - 정부 시설
- org.cy - 비영리 단체
- pro.cy - 전문가 단체
- name.cy - 자연인
- ekloges.cy - 선거에 관련된 단체나 개인
- tm.cy - 공식 등록 상표
- ltd.cy - 개인, 국립 주식 회사.
- biz.cy - 다른 등록 회사.
- press.cy - 언론 관련 단체.
- parliament.cy - 키프로스 의회 관련 단체.
- com.cy - 상업 단체 (키프로스 국민에게는 등록에 제한이 없음).